# أيونيك
أيونيك (بالإنجليزية: Ionic)‏ هو حزمة أدوات تطوير مفتوحة المصدر لتطوير التطبيقات الهجينة لأنظمة تشغيل الهواتف الذكية. ايونيك مبني بشكل أساسي على أنجولار جي إس وكوردوفا، إيونيك يقدم العديد من الأدوات لتطوير التطبيقات الهجينة للهواتف الذكية عن طريق استخدام تقنيات الوب مثل الـHTML5، CSS، SASS، يتم إنشاء التطبيقات عن طريق تقنيات الوب ثم يتم نشرها على متاجر التطبيقات الخاصة بأنظمة التشغيل عن طريق كوردوفا. تم تطوير إيونيك من قبل مكس لينش، بن سبيري، وآدم برادلي من شركة دريفتي عام 2013.
إنشاء إيونيك يكون عبر سحب وإفلات أدوات البناء الخاصة بالواجهة، التطبيق الذي يتم بناءه باستخدام إطار إيونيك يتم تقديمه من Appery.io.

## تاريخ أيونيك
أيونيك تم إنشائه عن طريق شركة دريفتي عام 2013. والتي أنتجت سابقًا Codiqa و Jetstrap، أدوات بناء واجهة السحب والإفلات تستخدم جي كويري موبايل والبوتستراب. أخذت ملاحظات من المستخدمين الذين قاموا بتجربة بناء تطبيق موبايل، وقرر فريق العمل بأن بناء إطار عمل خاص يجب ان يركز على الأداء ويكون مبني على معاير الوب الحديثة. بعد اطلاق النسخة التجريبية المغلقة لإطار العمل في نوفمبر عام 2013، تم اطلاق النسخة التجريبية المفتوحة 1.0 في مارس عام 2014، وتم اطلاق النسخة النهائية 1.0 شهر مايو عام 2015، وتم اطلاق الإصدار الجديد 2.0 عام 2016.
عام 2015 قام المطورون ببناء في متوسط 1.3 مليون تطبيق هجين باستخدام إطار عمل أيونيك.

## المميزات
تدعم أكثر من نظام تشغيل

## الأداء
تعمل التطبيقات الأيونية بمزيج من الكود الأصلي ورمز الويب، مما يوفر وصولاً كاملاً إلى الوظائف الأصلية إذا لزم الأمر، مع الجزء الأكبر من واجهة المستخدم للتطبيق التي تم إنشاؤها باستخدام تقنية الويب القياسية. يستخدم Ionic ميزات تسريع الأجهزة الأصلية المتوفرة في المتصفح (مثل الرسوم المتحركة CSS) ، ويحسن العرض (تجنب معالجة DOM باهظة الثمن). تستفيد Ionic من انتقالات CSS وتحولات الرسوم المتحركة كطريقة للاستفادة من وحدة معالجة الرسومات وزيادة وقت المعالج المتاح إلى أقصى حد.